# Nagy Emília
Nagy Emília Julianna (Budapest, 1955. április 5. – Verőce, 2022. július 31.) magyar nyelvész, középiskolai magyartanár, civil aktivista

## Életpályája
Általános iskolai tanulmányait a Budapest XIX. kerületi II. Zenei Általános Iskolában végezte. 1969‒1973 között a Leövey Klára Gimnázium angol tagozatos osztályába járt. Magyartanára, Bánki Irén hatására fordult érdeklődése az irodalom és a nyelvészet felé. Érettségi után az Eötvös Loránd Tudományegyetem BTK magyar‒orosz szakára jelentkezett. Az 1973/74-es tanévben képesítés nélküli pedagógusként dolgozott a Fővárosi Tanács XIX. kerületi Nevelőotthonában és Általános Iskolájában. Egyetemi tanulmányai során 1976-tól a magyar és az orosz mellett harmadikként fölvette a finnugor szakot is. 1979-ben magyar‒orosz középiskolai tanári és finnugor nyelvész diplomát szerzett.
1980‒1983 között az ELTE BTK Finnugor Tanszékén dolgozott tanársegédként. 1983-ban megvédte bölcsészdoktori értekezését. 1984‒1987 között a Magyar Tudományos Akadémia ösztöndíjasaként továbbra is az ELTE BTK Finnugor Tanszékén tanított.
1987‒1992 között magyartanárként visszatért első munkahelyére, amely immár a Fővárosi Önkormányzat Hetes Diákotthona és Általános Iskolája néven működött. 1992-től a Leövey Klára Gimnáziumban tanított, ahová egykori magyartanára javaslatára vették föl. 2002‒2010 között az iskola nevelési igazgatóhelyettese volt. Nagy szerepe volt az iskola hagyományainak ápolásában, megírta a Leövey és elődje, a Ranolder Intézet történetét, valamint több évig szerkesztette az iskola évkönyvét Klima Lászlóval közösen.  Összeállította a hátrányos helyzetű fiatalok számára tanulási esélyt kínáló ifjúsági osztály programját, és osztályfőnökként 2013-ban sikeresen le is érettségiztette a Leövey első ifjúsági osztályát. Több évig vezette az iskola magyar‒művészeti munkaközösségét. Évekig ellátta a IX. kerületi gimnáziumok magyar nyelv és irodalom munkaközösségeinek tantárgygondozói felügyeletét.
1999-ben a pedagógus-továbbképzés keretében a szegedi Juhász Gyula Tanárképző Főiskola Szakképzési Intézetében grafológiai diplomát szerzett. 1994‒2018 között a Numi-Tórem Finnugor Alapítvány kuratóriumának titkára volt. 2018-ban nyugdíjba ment.
Első férje Gémes Antal, második férje Klima László volt. Gyermekei Gémes Boróka és Gémes Antos.

### Civil tevékenysége
A 2010-es évek elején kapcsolódott be az egyenlő jogokért és a szabad oktatásért küzdő civil mozgalmak tevékenységébe. A HAT (Hálózat a Tanszabadságért), az OHA (Oktatói Hálózat), a Hívatlanul Hálózat, a MENŐK (Magyar Európai Nők Fóruma Egyesület) és a Főnix Mozgalom tagja volt. Részt vett a 2015-ben alakult Demokratikus Kerekasztal munkájában is.
Beszédei nyomán váltak közismertté a magyar közoktatás rendszerszintű problémái. A közfelháborodás napján tartott beszéde után nyilatkozott az Egyenes Beszédben, a Hír Tv pedig egy névazonosság alapján támadást indított ellene és az iskolájában zaklatta.

## Elismerései és emlékezete
- 2000-ben megkapta a ferencvárosi pedagógus emlékérmet
- A Civil Bázis Egyesület az általa alapított Civil Bátorságért díjat 2023-tól Nagy Emília díj a Civil Bátorságért néven adományozza az arra érdemeseknek.[3]

## Művei
- 1983 Ismétléses szerkezetek a permi nyelvekben és a cseremiszben. Bölcsészdoktori értekezés (kézirat)
- 1984 Die Wiederholung von Verb und Partizipien in den Permischen Spachen und im Tscheremissischen. Nyelvtudományi Közlemények 86, 404‒408.
- 1986 Egy ismétlésfajta terminológiai problémáiról. Magyar Nyelv 82, 207‒209.
- Lapp. In: Fodor István (főszerk.) A világ nyelvei. Akadémiai Kiadó, Budapest, 1999. 820‒824.
- A kettéhasadt világ és a világhiány kifejlődése József Attila költészetében ‒ kórkép a Szürkület című vers alapján (kézirat)
- A káros stresszhatások megjelenési módjai középiskolások írásában (szakdolgozat, kézirat)

### Szerkesztői munkái
- A Leövey Klára Gimnázium Jubileumi Emlékkönyve elődje, a Ranolder Intézet alapításának 120. évfordulója alkalmából. 1875‒1995. Budapest, 1995
- A Leövey Klára Gimnázium Jubileumi Emlékkönyve elődje, a Ranolder Intézet alapításának 130. évfordulója alkalmából. 1875‒2005. Budapest, 2005 (tsz. Klima László)
- A Ferencvárosi Önkormányzat Leövey Klára Gimnáziumának Évkönyve 1995/1996-2003/2004 között (tsz. Klima László)
- A Leövey Klára Gimnázium digi-évkönyve 2002/2003-2008/2009 között (tsz. Klima László)